# نیکلاس ایتر
نیکلاس ایتر (انگلیسی: Nicolas Eiter؛ زادهٔ ۴ فوریهٔ ۱۹۹۶) بازیکن فوتبال اهل آلمان است.
از باشگاه‌هایی که در آن بازی کرده‌است می‌توان به باشگاه فوتبال اسنابروک اشاره کرد.